# Nora Hickler
Nora Hickler (* 9. Juni 1991) ist eine deutsche Schauspielerin und Hörspielsprecherin.

## Leben
Nora Hickler wurde in Hessen geboren und begann mit dem Theater im Jugendclub des Staatstheaters Darmstadt und an der Volksbühne am Rosa-Luxemburg-Platz in Berlin. Sie studierte Theaterwissenschaft und ging von 2013 bis 2017 an die Filmuniversität Babelsberg Konrad Wolf. Schon während dieser Zeit spielte sie am Hans Otto Theater in Potsdam in der  Studioinszenierung von Rainer Werner Fassbinders Katzelmacher unter der Regie von Andreas Rehschuh. Sie begann mit ersten Film- und Fernsehauftritten und spielte im Märchenfilm Der Prinz im Bärenfell. In der Spielzeit 2018/2019 wechselte sie in das Ensemble des Staatstheaters Meiningen und spielte unter anderem in Die Ratten, Minna von Barnhelm, Die Schneekönigin oder Urfaust. Im Jahr 2021 erhielt sie den Ulrich-Burckhardt-Preis vom Förderverein der Meininger TheaterFreunde. Mit diesem Preis würdigt das Theater die Arbeit von jungen Künstlern des Hauses. 2022 gastierte sie in der Freilichttheaterproduktion des Theaters Ravensburg in der deutschsprachigen Erstaufführung von Kristen da Silvas Wo immer du bist. Mit der Theaterspielzeit 2022/2023 wechselt sie fest in das Ensemble vom Theater Vorpommern.
Die Schauspielerin wohnt in Berlin (Stand: 2022).

## Filmografie
- 2015: Der Prinz im Bärenfell
- 2016: Sag mir nichts
- 2018: Spätwerk
- 2018: Die Heiland – Wir sind Anwalt (Folge: Verlorene Unschuld)
- 2018: Tatverdacht – Team Frankfurt ermittelt (Folge: Schuldig)
- 2024: Stralsund: Kaltes Blut

## Hörspiele
- 2004/05: Tad Williams: Otherland (Mitwirkung in 11 der 24 Teile) (Christabel Sorensen) – Bearbeitung und Regie: Walter Adler (Hörspielbearbeitung, Science-Fiction-Hörspiel – HR)
- 2005: Bettina Obrecht: Klang in Sicht – Ein Roadmovie durch die Welt der Geräusche (Jana) – Komposition und Regie: Werner Cee (Original-Hörspiel, Kinderhörspiel – HR)
- 2008: H. P. Lovecraft: Lovecraft. Versuch, das Bild eines Schriftstellers mithilfe von Ausschnitten aus seinem Werk ins Leben zurückzurufen (Kleines Mädchen) – Bearbeitung und Regie: Heinz von Cramer (Hörspielbearbeitung – HR)
- 2012: Edgar Lawrence Doctorow: Homer & Langley (Lissy, das Hippiemädchen) – Bearbeitung und Regie: Martin Heindel (Hörspielbearbeitung – HR)

Quelle: